# Аллан Куотермейн и потерянный город золота
«Аллан Куотермейн и потерянный город золота» (англ. Allan Quatermain and the Lost City of Gold) — американский приключенческий кинофильм 1986 года, вольная экранизация романа «Аллан Квотермейн» Генри Райдера Хаггарда. Продолжение фильма «Копи царя Соломона».

## Сюжет
Аллану Куотермейну приходится вернуться в Африку для того, чтобы найти своего брата — он пропал без вести, разыскивая загадочное белое племя. Помогает в поисках герою красивая девушка Джесс, такая же авантюристка, как и сам Аллан. Вместе они находят в африканских джунглях таинственный город, Город Золота. В городе ведётся добыча золота, добывают его белые рабы, а правит самим городом некто лорд Эгон.

## В ролях
- Ричард Чемберлен — Аллан Куотермейн
- Шэрон Стоун — Джесси Хьюстон
- Роберт Доннер — Суарма
- Джеймс Эрл Джонс
- Генри Сильва —   Эгон
- Догми Ларби —   Наста
- Кассандра Петерсон — Сораис

## Критика
Шэрон Стоун была номинирована на антипремию «Золотая малина» как худшая актриса.